# Xabi Alonso
Xabier »Xabi« Alonso Olano, španski nogometaš in trener, * 25. november 1981, Tolosa, Španija. 
Do maja 2017 je bil član Bayerna iz Münchna in španske nogometne reprezentance, kjer je igral na položaju centralnega vezista.